# Сан-Феличе-де-Канталиче-а-Ченточелле (титулярная церковь)
Титулярная церковь Сан-Феличе-де-Канталиче-а-Ченточелле (лат. Titulus Sancti Felicis a Cantalicio ad Centumcellas) — титулярная церковь была создана Папой Павлом VI 29 апреля 1969 года. Титулярная церковь принадлежит церкви Сан-Феличе-де-Канталиче-а-Ченточелле, расположенной в квартале Рима Пренестино-Ченточелле, на пьяцца Сан-Феличе-де-Канталиче. Титулярная церковь Сан-Феличе-де-Канталиче-а-Ченточелле управляется Орденом капуцинов.

## Список кардиналов-священников и кардиналов-епископов титулярной церкви Сан-Феличе-де-Канталиче-а-Ченточелле
- Стефан Ким Су Хван — (30 апреля 1969 — 16 февраля 2009, до смерти);
  - вакансия (2009 — 2012);
- Луис Антонио Гоким Тагле — (24 ноября 2012 — 24 мая 2025, назначен кардиналом-епископом Альбано)[1].